# Dayne St. Clair
Dayne Tristan St. Clair (sinh ngày 9 tháng 5 năm 1997) là một cầu thủ bóng đá chuyên nghiệp người Canada thi đấu ở vị trí thủ môn cho câu lạc bộ Minnesota United tại Major League Soccer và đội tuyển quốc gia Canada.